# Dorobanț, Iași
Dorobanț este un sat în comuna Aroneanu din județul Iași, Moldova, România.